# Axular
Pedro Agerre Azpilikueta, poznatiji pod nadimkom Axular, je jedan od glavnih baskijskih književnika iz 17. stoljeća.  Rođen je u mjestu Urdax, Navara.  Umro je u Sari, Lapurdija. Smatra se jednim od glavni prozista na baskijskom jeziku.

## Životopis
On je rođen u mjestu Urdax/Urdazubi na sjeveru Navare (1556.), na seoskom gazdinstvu zvanom Axular, po kojem će dobiti nadimak. Završio je teološki studij u Pamploni te humanističke znanosti, retoriku i filozofiju u Leridi i Salamanci. 1596. je zaređen za svećenika u francuskom gradu Tarbesu i četiri godine bio je propovjednik u Saint Jean de Luz (Donibane Lohitzune), čiji je biskup, Bertrand Etxauz bio imenovana za direktora Sare (Sara na baskijskom).
Jedan svećenik iz St. Jean de Luza zvani Joanes Harostegi prijavio je Axulara, polažući   pravo na župu i tvrdeći da Axular bio stranac inozemstvu. Axular je rekao da je Navarez, dakle, podanik kralja Francuske i Navare Henrika IV. i tražio naturalizaciju. Monarh je odgovor odmah da je naturalizacija    nepotrebno jer su Navarezi bili njegovi podanici.  Axular je ostao na čelu župe ostatak svog života. Tamo je umro 1644.
Živio je u bogatom i promjenjivom okruženju: dok je Španjolska ulazila u propadanje Francuska je živjela svoje zlatno doba, jer iako su obje zemlje bile katoličke, potonja je živjela veliku žeđ za znanjem koja ju je odvela gledati i izvan kršćanskih okvira. Niti treba zaboraviti da je nakon mira u Pirenejima Francuska živjela u vremenu mira, a kad je Axular pisao "Gera", katoličanstvo je zahvatilo Francusku. 

## Vanjske poveznice
- http://klasikoak.armiarma.eus/idazlanak/A/AxularGero.htm
- https://eu.wikiquote.org/wiki/Axular
- Literaturaren Zubitegian
- Axular Kultur Elkartea  Arhivirana inačica izvorne stranice od 23. svibnja 2015. (Wayback Machine)